# Miley Cyrus
Miley Ray Cyrus (nascuda com Destiny Hope Cyrus; Franklin, Tennessee, 23 de novembre de 1992) és una cantant, compositora i actriu nord-americana. Coneguda per la seva característica veu ronca, la seva música incorpora elements de diversos estils i gèneres, com el pop, el country pop, el hip-hop, l'experimental i el rock. Cyrus és l'artista femenina que més àlbums ha situat entre els cinc primers del Billboard 200 al segle XXI, amb un total de tretze entrades. La seva vida personal, la seva imatge pública i les seves actuacions han suscitat sovint polèmiques i han rebut una àmplia cobertura mediàtica.
Filla del cantant de música country Billy Ray Cyrus, es va convertir en un ídol adolescent per la interpretació del personatge principal de la sèrie de televisió de Disney Channel Hannah Montana (2006-2011). Com a Hannah Montana, va arribar a ser dos cops números u i tres top 5 en el Billboard 200 dels EUA, inclòs el senzill "He Could Be the One", que va ocupar el top 10 de la Billboard Hot 100 dels EUA. La discografia de Cyrus inclou els àlbums que van ser número u en EUA: Meet Miley Cyrus (2007), Breakout (2008) i Bangerz (2013); els àlbums que van ser top cinc Can not Be Tamed (2010), Younger Now (2017), Plastic Hearts (2020) i l'àlbum gratuït Miley Cyrus & Her Dead Petz (2015). Els EP's de Cyrus The Time of Our Lives (2009) i She Is Coming (2019) també van debutar en el top cinc. Plastic Hearts es va convertir en l'àlbum més aclamat de la cantant, entrant per primera vegada en la Billboard Rock Chart, debutant en el primer lloc. Inclou el senzill principal "Midnight Sky". Entre els seus altres senzills, destaquen: "See You Again", "7 Things", "The Climb", "Party in the USA", "Can not Be Tamed", "We Can not Stop", "Malibu ","Without You" i "Wrecking Ball". "Party in the U.S.A." va obtindre el certificat de Diamant per l'Associació de la Indústria Discogràfica d'Amèrica (RIAA).
Cyrus ha estat inclosa en la llista Time 100 el 2008 i 2014, va rebre el premi MTV a la millor artista de 2013 i ha estat inclosa en la llista dels millors artistes de tots els temps de Billboard el 2019: Com a actriu, Cyrus ha fet aparicions en la pel·lícula d'animació Bolt (2008) i en els llargmetratges Hannah Montana: La pel·lícula (2009) i The Last Song (2010). En televisió, Cyrus va exercir de coach en la sèrie de concursos de cant The Voice al llarg de dues temporades, i va protagonitzar l'episodi "Rachel, Jack and Ashley Too" de la sèrie de Netflix Black Mirror (2019). Cyrus és una defensora dels drets dels animals i el 2014 va adoptar un estil de vida vegà; va crear la fundació sense ànim de lucre Happy Hippie Foundation el 2014, que se centra en els joves sense llar i la comunitat LGBT.

## Biografia

### 1992–2005: Primers anys i inicis de la carrera
Destiny Hope Cyrus va néixer el 23 de novembre de 1992 a Franklin, Tennessee, filla de Leticia "Tish" Jean Cyrus (de soltera Finley) i del cantant de country Billy Ray Cyrus. Va néixer amb taquicàrdia supraventricular, una afecció que provoca una freqüència cardíaca en repòs anormal. El seu nom de naixement, Destiny Hope, expressava la creença dels seus pares en que aconseguiria grans coses a la seva vida. Els seus pares la van anomenar "Smiley", que més tard van escurçar a "Miley", perquè somreia sovint de petita. El 2008, va canviar legalment el seu nom pel de Miley Ray Cyrus; el seu segon nom fa honor al seu avi, el polític demòcrata Ronald Ray Cyrus, de Kentucky. La padrina de Cyrus és la cantant i compositora Dolly Parton.
En contra del consell de la companyia discogràfica del seu pare, els pares de Cyrus es van casar en secret el 28 de desembre de 1993, un any després del seu naixement i van tenir dos fills més junts, el Braison i la Noah de relacions anteriors, la seva mare té dos fills, Brandi i Traci. El primer fill del seu pare, Christopher Cody, va néixer l'abril de 1992 i va créixer amb la seva mare, Kristin Luckey, a Carolina del Sud.
Tots els germans materns de Cyrus són artistes consagrats. Trace és vocalista i guitarrista de la banda de pop electrònic Metro Station, Noah és actriu i, juntament amb Braison, models, cantants i compositors. Brandi va ser músic de la banda de rock indie Frank + Derol i és DJ professional. La granja dels Cyrus està situada a 500 acres de terra als afores de Nashville, Tennessee.
Cyrus va assistir a la Heritage Elementary School al comtat de Williamson, quan la seva família vivia a Thompson's Station, Tennessee. Quan va ser escollida per al paper de Hannah Montana, la família es va traslladar a Los Angeles, on va assistir a Options for Youth Charter Schools i va estudiar amb un tutor privat al plató. Criada en el cristianisme, va ser batejada en una església baptista del sud abans de mudar-se a Hollywood el 2005. Va assistir a l'església amb regularitat mentre creixia i portava un anell de puresa. El 2001, quan Cyrus tenia vuit anys, ella i la seva família es van traslladar a Toronto (Canadà) mentre el seu pare rodava la sèrie de televisió Doc. Després que el seu pare la portés a veure una producció de 2001 de Mamma Mia! a la Royal Alexandra Theatre, Miley va dir-li a Billy: "Això és el que vull fer, pare. Vull ser actriu". Va començar a rebre classes de cant i actuació en l'Armstrong Acting Studio de Toronto.

## Carrera professional
Miley Cyrus es va començar a interessar per l'actuació després de la seva participació en el programa de televisió "Hannah Montana" que protagonitzava el seu propi pare, on ella va interpretar a Miley.
L'any 2003 debutà a la pantalla gran i va interpretar a una adolescent anomenada Ruthie a la pel·lícula de Tim Burton Big Fish amb el nom de Destiny Cyrus. També va aparèixer en el vídeo musical If Heartaches Have Wings i a Colgate Country Showdown amb el seu pare Billy Ray Cyrus.
Quan tenia onze anys va fer la seva primera audició per a True Friend, de la The Walt Disney Company, però els executius de la companyia la van rebutjar per considerar-la massa petita per al paper.
Miley Cyrus va anar a l'audició per a Hannah Montana i va ser triada per ser una persona dinàmica i que aprofita i estima cada segon de la seva vida, segons declaracions d'un executiu de Disney Channel. Miley actua a la sèrie de Hannah Montana amb el nom de Miley Stewart i acompanyada per Emily Osment (Lily) i Mitchel Musso (Oliver). Té una doble personalitat, i és també Hannah Montana, la sensació de la música pop adolescent. Miley Cyrus també actua amb el nom de Hannah Montana a la vida real, encara que ja té un disc (Meet Miley Cyrus) amb el seu nom real.

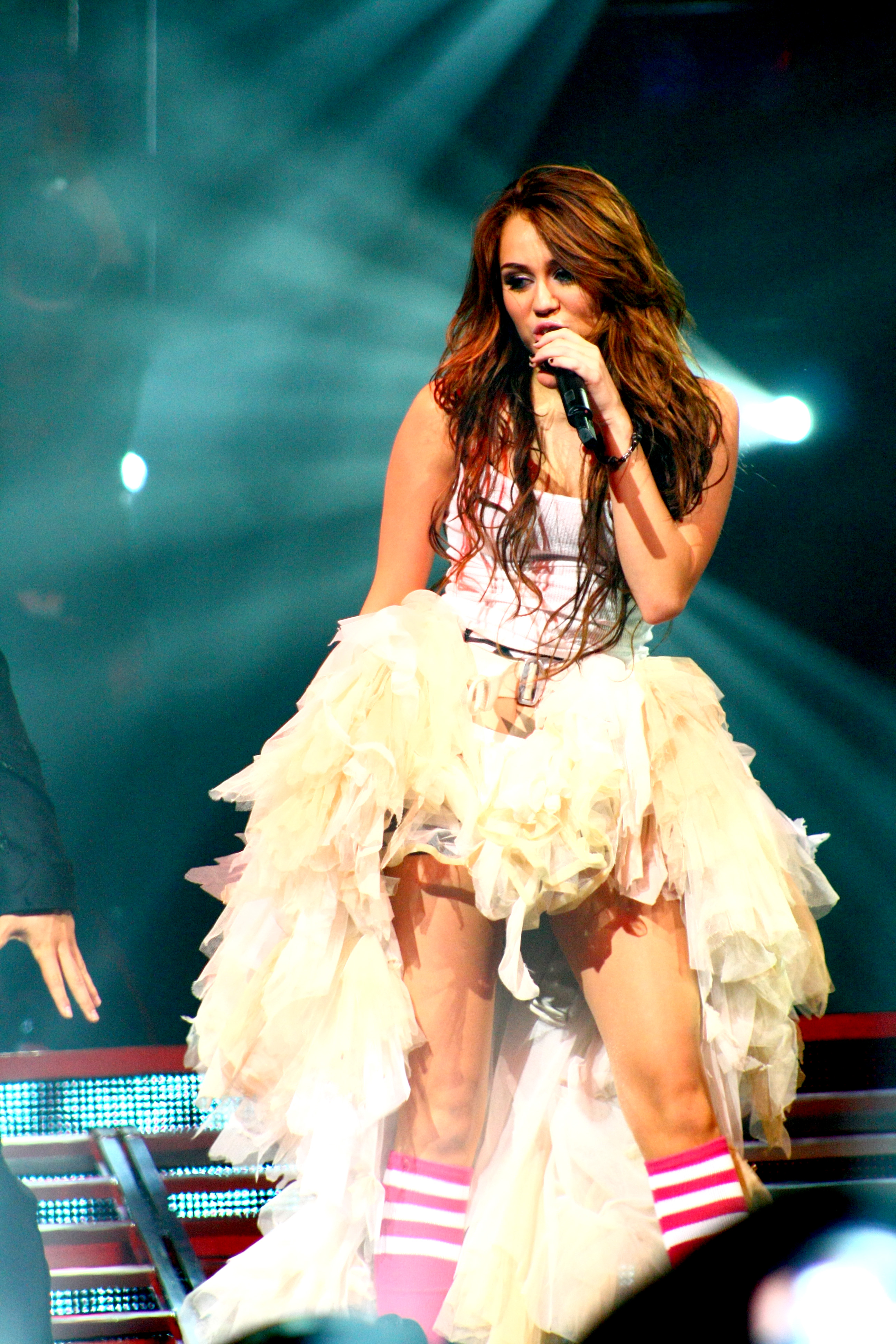
Cyrus presentant la gira Wonder World Tour (2009).

El 22 de juny de 2006, Miley Cyrus va donar un concert com a Hannah Montana al parc temàtic Disney's Typhoon Lagoon a Walt Disney World a Orlando, Florida. Aquest concert va ser gravat per a Disney Channel. També va actuar en la promoció de Hannah Montana per a Disney Channel, titulat “Hannah Montana's Backstage Secrets”, on actuava com el personatge de Miley Stewart, que es converteix en Hannah Montana. El 24 d'octubre de 2006, Walt Disney Records va llançar el seu primer disc d'estudi, on es van incloure vuit de les cançons que Miley cantà a la sèrie Hannah Montana. El 2008 va llançar el seu segon disc (Brakeout) amb èxits com "7 things" que va estar nominat als VMA's del 2008. Al 2010 va fer la pel·lícula "The Last Song" on es va enamorar profundament de Liam Hemsworth. Al 2010 ja era l'adolescent més poderosa de tots els temps juntament amb Justin Bieber. Al mateix any va publicar el seu primer extended play, Times of our lives, amb èxits com Party In The Usa, que es considera un segon himne pels Estats Units.
L'any 2011 va acabar el contracte amb Disney.
El dia 6 de juny va fer un concert al Rock in Rio. Al 2012 va ser un any de descans per després tornar amb "Bangerz" l'any 2013, l'àlbum més venut del 2013. Durant el 2013-2014 va generar molta controvèrsia. Al 2015 va tornar amb la seva fundació "The Happy Hippie Fundation", que ajuda a la comunitat LGBT. El 40% dels sense-sostre dels Estats Units formen part d'aquesta comunitat. Miley va començar aquesta fundació l'any 2014. Per reunir fons econòmics, al 2015 va fer les "Backyard Sessions" on cantava al seu jardí de casa seva amb artistes que la inspiraven. Aquest any es troba un altre cop amb Liam Hemsworth i enregistrant el seu 6è disc.

## Controvèrsia
A finals d'abril de 2007, la revista Vanity Fair va publicar fotos de l'artista despullada amb finalitats artístiques. Això provocà una controvèrsia per la seva figura innocent, i va fer perillar la permanència de l'artista a la sèrie Hannah Montana en ser considerada un possible mal exemple per als seus fans segons l'empresa Disney. A causa de la reacció, va demanar disculpes en una roda de premsa per la dolenta interpretació que van generar les seves fotos. En una entrevista amb el magnat Hugh Hefner, amo de la revista Playboy, aquest declarà que Miley té les portes obertes per a una portada a la seva revista, ja que és molt maca, i va criticar la forma que es malinterpretaren les fotografies, citant que és un reacció esquizofrènica dels Estats Units sobre el sexe.
L'agost del 2012 es va tallar el cabell i el va donar a una campanya contra el càncer. El seu estil canvià totalment, de morena amb cabell llarg a rossa amb cabell molt curt.
Al 2013 va fer la seva primera presentació als MTV Video Music Awards. Va causar molta controvèrsia, ja que va fer "twerking" al casat Robin Thicke interpretant l'èxit "Blurred Lines". Aquesta presentació va obtenir 13.5M de tuits. Després d'aquesta controvèrsia, el mot "twerking" apareix al diccionari.
Recentment ha estat lligada amb Liam Hemsworth, company de repartiment de la pel·lícula "Last Song" i, anteriorment, amb el model Justin Gaston i amb Nick Jonas dels Jonas Brothers. Va tenir també una breu relació amb Patrick Schwarzenegger.

## Filmografia
| Pel·lícules | Pel·lícules                                           | Pel·lícules                  | Pel·lícules                                     |
| Any         | Títol                                                 | Paper                        | Notes                                           |
| ----------- | ----------------------------------------------------- | ---------------------------- | ----------------------------------------------- |
| 2003        | Big Fish                                              | Ruthie                       | El seu nom apareix com "Destinity Cyrus"        |
| 2007        | High School Musical 2                                 | Noia a la piscina            | Només apareix                                   |
| 2008        | Hannah Montana & Miley Cyrus: el millor dels dos mons | Hannah Montana/Ella mateixa  | Protagonista de la pel·lícula                   |
| 2009        | Hannah Montana: La Pel·lícula                         | Miley Stewart/Hannah Montana | Protagonista de la pel·lícula                   |
| 2010        | The Last Song                                         | Verónica "Ronnie" Miller     | Paper protagonista                              |
| 2010        | Sex and the City 2                                    | Hannah Montana               | Apareix interpretant el paper de Hannah Montana |
| 2011        | Awake                                                 | TBA                          | pre-production                                  |
| 2011        | The Family Bond                                       | TBA                          | pre-production                                  |
| 2012        | LOL                                                   | Lola                         | Protagonista de la pel·lícula                   |

### Televisió
| Sèries de televisió | Sèries de televisió              | Sèries de televisió          | Sèries de televisió                                                          |
| Any                 | Títol                            | Paper                        | Notes                                                                        |
| ------------------- | -------------------------------- | ---------------------------- | ---------------------------------------------------------------------------- |
| 2003                | Doc                              | Kylie                        | Paper secundari                                                              |
| 2006                | Zack y Cody: Gemelos en Acción   | Hannah Montana               | 1 episodi; a l'especial "That's So Suite Life of Hannah Montana" (Crossover) |
| 2006-2011           | Hannah Montana                   | Miley Stewart/Hannah Montana | Protagonista de la sèrie.                                                    |
| 2006-2007           | Disney Channel Games             | Ella mateixa                 | Especial de televisió                                                        |
| 2007                | Las Nuevas Locuras del Emperador | Yatta (Veu)                  | Paper secundari                                                              |
| 2007-2008           | Los Sustitutos                   | Celebrity Star (Veu)         | 2 episodis                                                                   |
| 2008                | Studio DC: Almost Live           | Ella mateixa                 | Especial de televisió i ràdio                                                |

## Discografia
Àlbums d'estudi
- Meet Miley Cyrus (2007) (recopilatori)
- Breakout (2008)
- The Time of Our Lives (2009) – (EP)
- Can't be tamed (2010)
- Bangerz (2013)
- Miley Cyrus and Her Dead Petz (2015) (mixtape)
- Younger Now (2017)
- She Is Coming (2019)
- Plastic Hearts (2020)
- Endless Summer Vacation (2023)
- Something Beautiful (2025)

Com Hannah Montana
- Hannah Montana (2006)
- Hannah Montana 2 (2007)
- Hannah Montana: The Movie (2009)
- Hannah Montana 3 (2009)
- Hannah Montana: Forever (2011)

Àlbums en directe
- Hannah Montana & Miley Cyrus: Best of Both Worlds Concert (2008) – CD + DVD
- iTunes Live from London (2009) – EP (digital download only)